# トーク笑・なまるが勝ち
『トーク笑・なまるが勝ち』（トークしょう・なまるがかち）は、1988年から2006年まで放送されていた青森テレビのローカルミニ番組。通称：トーク笑。2006年9月24日放送分をもって18年の長きにわたる放送が終了した。後番組は『いただキッズ』（青森県内の小学生による料理番組）。

## 概要
- 司会はローカルタレントの黒石八郎（黒石市出身・津軽地方代表）と瀬川さとし（七戸町出身・南部地方代表）で、基本的に隔週でどちらかが出演。青森テレビの女性アナウンサーがアシスタントを務めた。
- 番組は津軽弁・南部弁の単語の意味を、津軽弁なら南部地方、南部弁なら津軽地方の人にインタビューして答えてもらう形式で進行する。
  - 番組内では、青森県の方言を津軽弁と南部弁の2つに分類していたため、下北半島で話されている下北弁は南部弁の一部に組み込まれていた。
    - しかし、実際のところ、南部弁は下北弁話者にはわからないような言葉が数多くあり、この番組によって、2つの方言構造の中に下北弁が埋没するのは否定できないところである。
- 放送開始当時のスポンサーはNTT（1999年7月よりNTT東日本へ移行）青森支店だった（正式タイトルはNTTトーク笑（19笑））。
  - 2005年にNTTが降板し、同年4月から新たに弘前市の洋菓子店ラグノオささきがスポンサーについた（正式タイトルはラグノオトーク笑・なまるが勝ち）。そのため、番組の後半にはスポンサーである洋菓子店ラグノオの商品を紹介していた。翌年の2006年5月には同社もスポンサーを降板し、番組終了まではノンスポンサーで放送していた。

## 放送時間
- 日曜日12時54分 - 13時00分（正味の放送時間12時55分 - 12時58分）
  - TBS系列でマラソン・駅伝中継がある時は11時45分か、マラソン・駅伝中継終了後の放送となった。
- NTTスポンサー時代（日曜に枠移動後もスポンサーは継続）は、2001年3月31日までは土曜日21時55分からの放送だった。
- 2006年3月18日の放送は、11時50分からワールドベースボールクラシック中継のため11時45分（正味の放送時間11時46分 - 11時49分）からの放送となった。
- 2006年3月までは月曜日に再放送があった。
- ラグノオのスポンサー撤退により本編の放送時間が3分から2分30秒に短くなった。なお、「製作著作・ハートにジンジンATV」のクレジットが出た後30秒のCMを放送し5秒の“予告”が放送される様になった。

## 備考
- 2006年7月16日の放送では、番組送り出し装置のトラブルから番組本編が30秒放送されないトラブルがあった。

## 歴代のアシスタント
- 安藤あや菜（岡山県出身、2006年4月 - 終了）
- 竹内夕己美（愛知県出身、不明 - 2006年3月）
- 川越こず恵（山形県出身）
- 遠田恵子

## 受賞歴
- 平成6年度JNNネットワーク協議会賞(定時番組部門)